# World Cafe

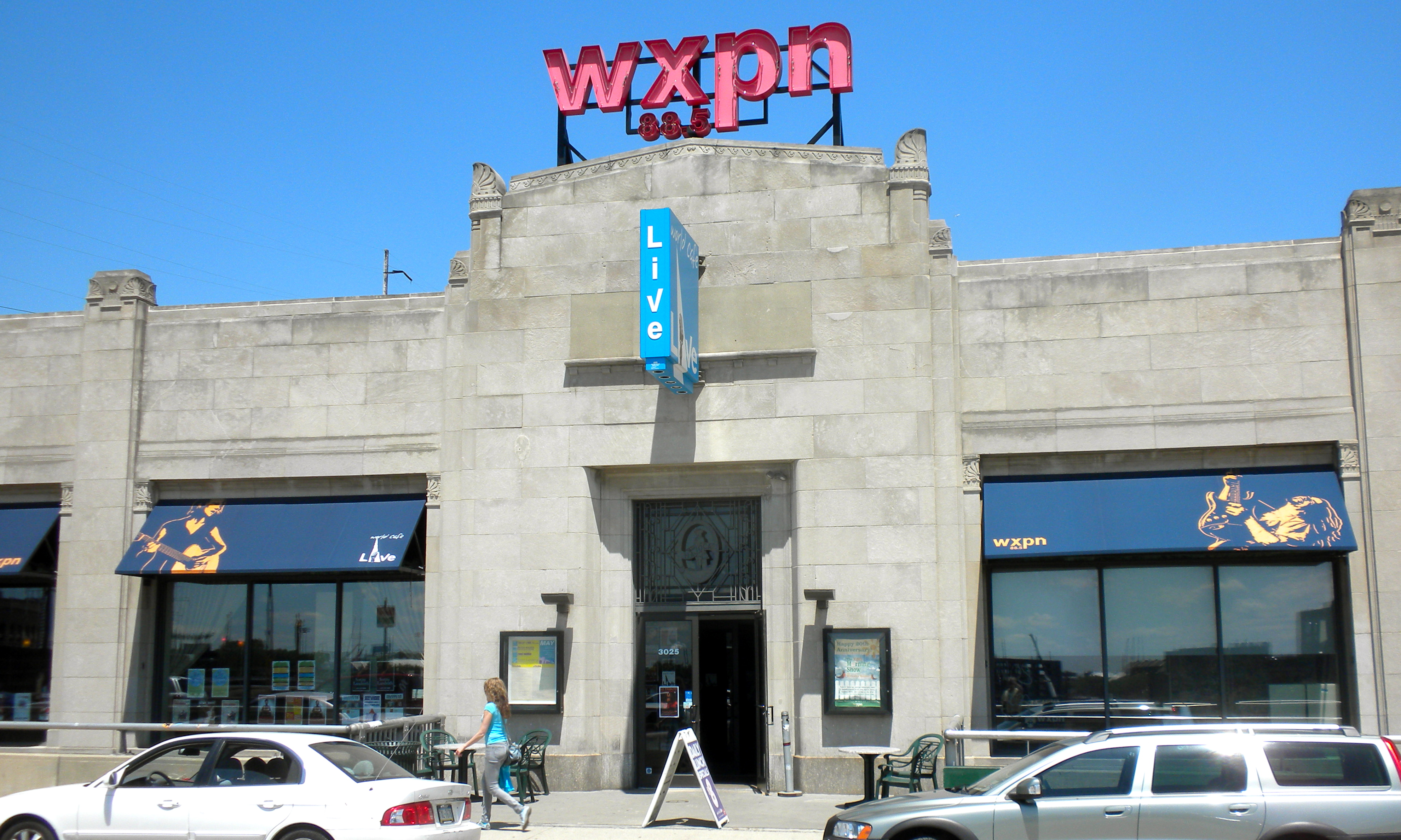
Lieu ou se déroule l'émission. Il s'agit de l'ancien siège de la société Hajoca Corporation, à Philadelphie, protégé au National Register of Historic Places.

World Cafe est une émission radiophonique musicale américaine animée par David Dye et produite par WXPN, station de radio publique de la ville de Philadelphie. Lancée en 1991, elle est à l'origine distribuée nationalement par le réseau de radiodiffusion public PRI, avant de passer, en 2005, sous le giron du réseau NPR.
World Cafe est une émission à thématique musicale composée d'entretiens et de performances en direct avec des artistes émergents ou établis, avec un large spectre de genres musicaux alternatifs allant du rock indépendant la musique folk en passant par le hard rock, la country alternative, la liste n'étant pas exhaustive.